# María Jiménez (Santa Cruz de Tenerife)
María Jiménez, también conocido como El Bufadero, es un barrio del municipio de Santa Cruz de Tenerife, en la isla de Tenerife –Canarias, España—, que se encuadra administrativamente en el distrito de Anaga.
En el barrio se encuentran monumentos históricos como el antiguo Balneario de Santa Cruz de Tenerife y la Batería del Bufadero, ambos en estado ruinoso. También posee algunos caminos turísticos para la práctica del excursionismo, que conducen desde el barrio hasta Casas de La Cumbre o Taganana.

## Toponimia
El lugar era conocido hasta principios del siglo xx como El Bufadero, hasta que se popularizó el nombre de María Jiménez por una vecina del lugar llamada María Jiménez Ravelo, que tenía una frecuentada fonda en la zona hacia finales del siglo xix.

## Características

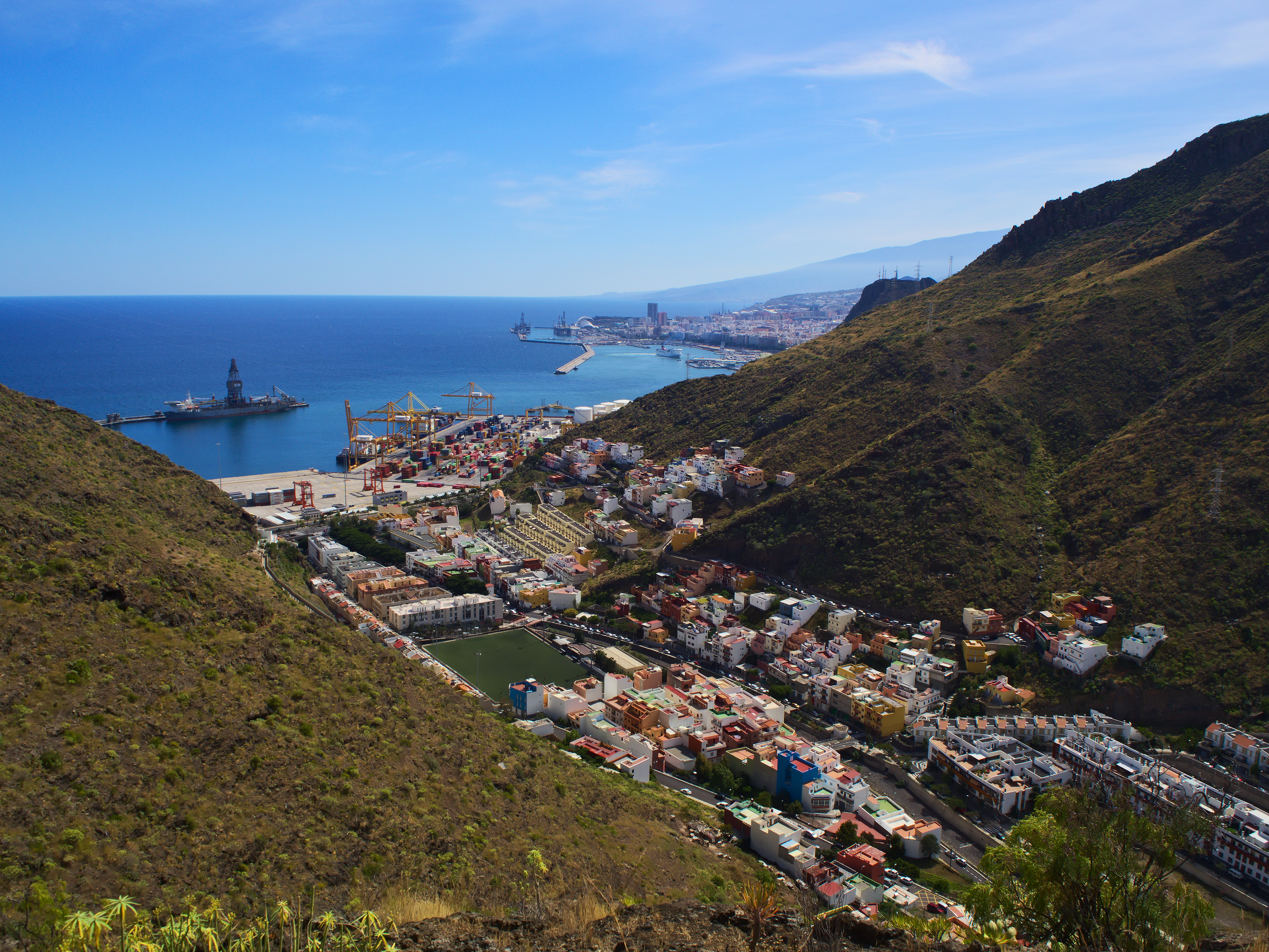
Vista general del barrio.

Se encuentra situado en el litoral sur del macizo de Anaga, a lo largo de los márgenes del barranco del Bufadero, a 4 kilómetros del centro de la ciudad y a una altitud media de 30 m s. n. m.
Incluye los núcleos urbanos de María Jiménez y Dos Barrancos, así como los enclaves rurales de Valle Brosque, Valle Crispín y Valle Grande, situados en la parte alta del barrio y que son conocidos con el nombre genérico de Los Valles.
María Jiménez cuenta con una iglesia, una plaza pública, un colegio, una oficina bancaria, una farmacia, un parque infantil, un campo de fútbol, una oficina de correos y varios establecimientos comerciales, así como bares y restaurantes.
En su frente costero se encuentra la Dársena del Este del puerto capitalino. 
Al igual que los otros pueblos y caseríos de Anaga, María Jinénez está incluida en la Reserva de la Biosfera del Macizo de Anaga declarada como tal por la UNESCO en 2015.

## Demografía
En la actualidad con 2 263 habitantes (2016), María Jiménez es la segunda localidad más poblada del distrito de Anaga, tras San Andrés.
| Año        | 2000  | 2001  | 2002  | 2003  | 2004  | 2005  | 2006  | 2007  | 2008  | 2009  | 2010  | 2011  | 2012  | 2013  | 2014  | 2015  | 2016  |
| ---------- | ----- | ----- | ----- | ----- | ----- | ----- | ----- | ----- | ----- | ----- | ----- | ----- | ----- | ----- | ----- | ----- | ----- |
| Habitantes | 1.738 | 1.756 | 1.761 | 1.876 | 1.903 | 1.931 | 1.980 | 2.054 | 2.111 | 2.150 | 2.203 | 2.283 | 2.236 | 2.268 | 2.279 | 2.267 | 2.263 |

## Historia
El valle del Bufadero se encuentra poblado desde época guanche, tal y como demuestran los yacimientos arqueológicos encontrados en sus cuevas y laderas. Este territorio pertenecía al menceyato de Anaga.
Después de la conquista de la isla en 1496 por los europeos, el valle comenzó a ser colonizado hacia 1501, en que son otorgadas las tierras del valle al colono Alonso de la Fuente. Otros beneficiarios fueron los conquistadores Francisco Pérez Azagayado y Francisco Jiménez.

Alonso de la Fuente, labrador vecino, con vuestra casa e muger. Unas tierras en Anaga en el barranco del Bufadero todos tres barranquillos como son, la tierra dello e como sigue el barranco, las cuales vos ove dado por albalá firmada 9-I-1501, en la villa de S. Cristóbal. 2-VI-1503.
Las Datas de Tenerife (Libros I a IV de datas originales). Elías Serra Ráfols.

Hasta la apertura de la primitiva carretera de San Andrés a finales del siglo xix, María Jiménez había sido un pequeño enclave rural de escasa entidad, estando la mayoría de su población concentrada en la zona de Los Valles. 
Ya en el siglo xx, su situación a lo largo de la carretera de San Andrés y su proximidad a la zona portuaria favorecen su rápido crecimiento. Una gran parte de sus habitantes procede de áreas agrícolas y llegan a María Jiménez durante la emigración del campo a la ciudad que se produce en Tenerife en la década de 1960.
En 1994 gran parte de la zona alta de María Jiménez pasa a estar incluido en el espacio protegido del parque rural de Anaga.
El 31 de marzo de 2002 María Jiménez fue uno de los barrios más afectados por las lluvias torrenciales que afectaron a la ciudad. El 1 de febrero de 2010 una nueva tromba de agua dañó considerablemente la zona de los valles y la parte baja del barrio.

## Fiestas
María Jiménez celebra sus fiestas patronales en honor a San Juan Bautista del 12 al 28 de junio, siendo el 24 el día grande.

## Comunicaciones
Se llega al barrio por la autovía de San Andrés TF-11.

### Transporte público

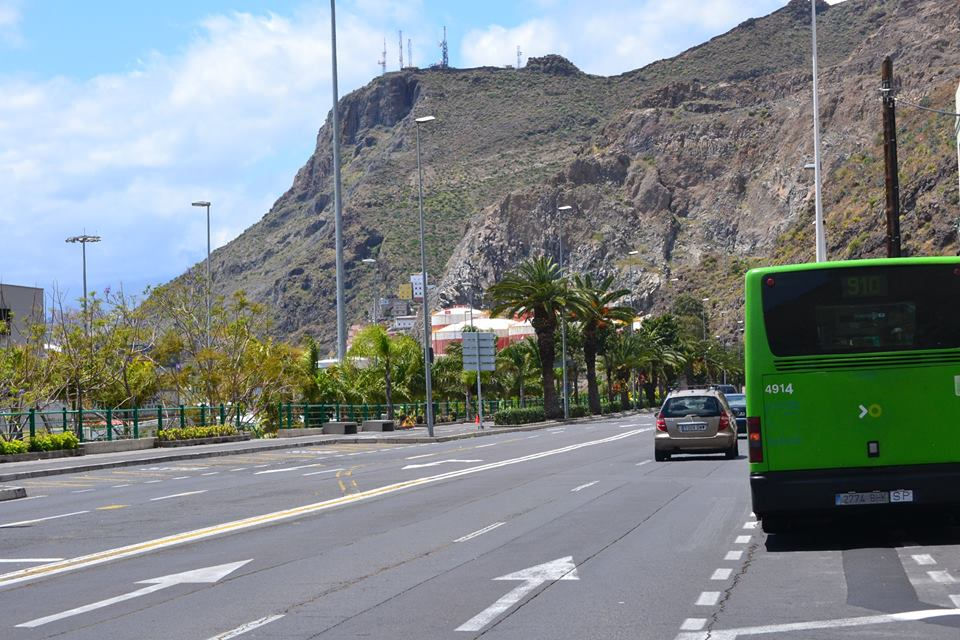
Autovía de San Andrés a la altura del barrio.

En autobús —guagua— queda conectado mediante las siguientes líneas de TITSA:
| Línea | Trayecto                                          | Recorrido     |
| ----- | ------------------------------------------------- | ------------- |
| 910   | Santa Cruz - San Andrés - Playa de Las Teresitas  | Horario/Línea |
| 916   | Santa Cruz - María Jiménez - Los Valles           | Horario/Línea |
| 945   | Santa Cruz - San Andrés - Igueste de San Andrés   | Horario/Línea |
| 946   | Santa Cruz - San Andrés - Taganana - Almáciga     | Horario/Línea |
| 947   | Santa Cruz - San Andrés - El Bailadero - Chamorga | Horario/Línea |

### Caminos
Por la parte alta del barrio pasa uno de los caminos homologados de la Red de Senderos de Tenerife:
- Sendero PR-TF 3 Circular Casas de La Cumbre - Valle Brosque.[10]

## Lugares de interés
- Balneario de Santa Cruz de Tenerife
- Batería del Bufadero
- Sendero PR-TF 3